# Holcocera montivaga
Holcocera montivaga é uma espécie de mariposa do gênero Holcocera pertencente à família Coleophoridae.